# 佐賀県立産業技術学院
佐賀県立産業技術学院（さがけんりつさんぎょうぎじゅつがくいん）は、佐賀県多久市にある公共職業能力開発施設のひとつである職業能力開発校。

## 概要
- 担当：佐賀県産業労働部
- 住所:846-0031　佐賀県多久市多久町7183-1
- 設置目的：職業能力開発促進法に基づき平成８年に設置され、高等学校などを新たに卒業する人、離職した人、転職を希望する人に対し、職業に必要な知識や技能・技術を習得させることにより、時代のニーズにあった実践的技術者を育成することを目的とする。また、企業で働く人達の技能・技術の向上を目的とした教育訓練への支援を行うことなどにより、県内産業界に貢献する役割を担う。この他、一般の求職者・離転職者対象の職業訓練を、民間教育機関に委託し県内各地で実施している。産業技術学院　外観

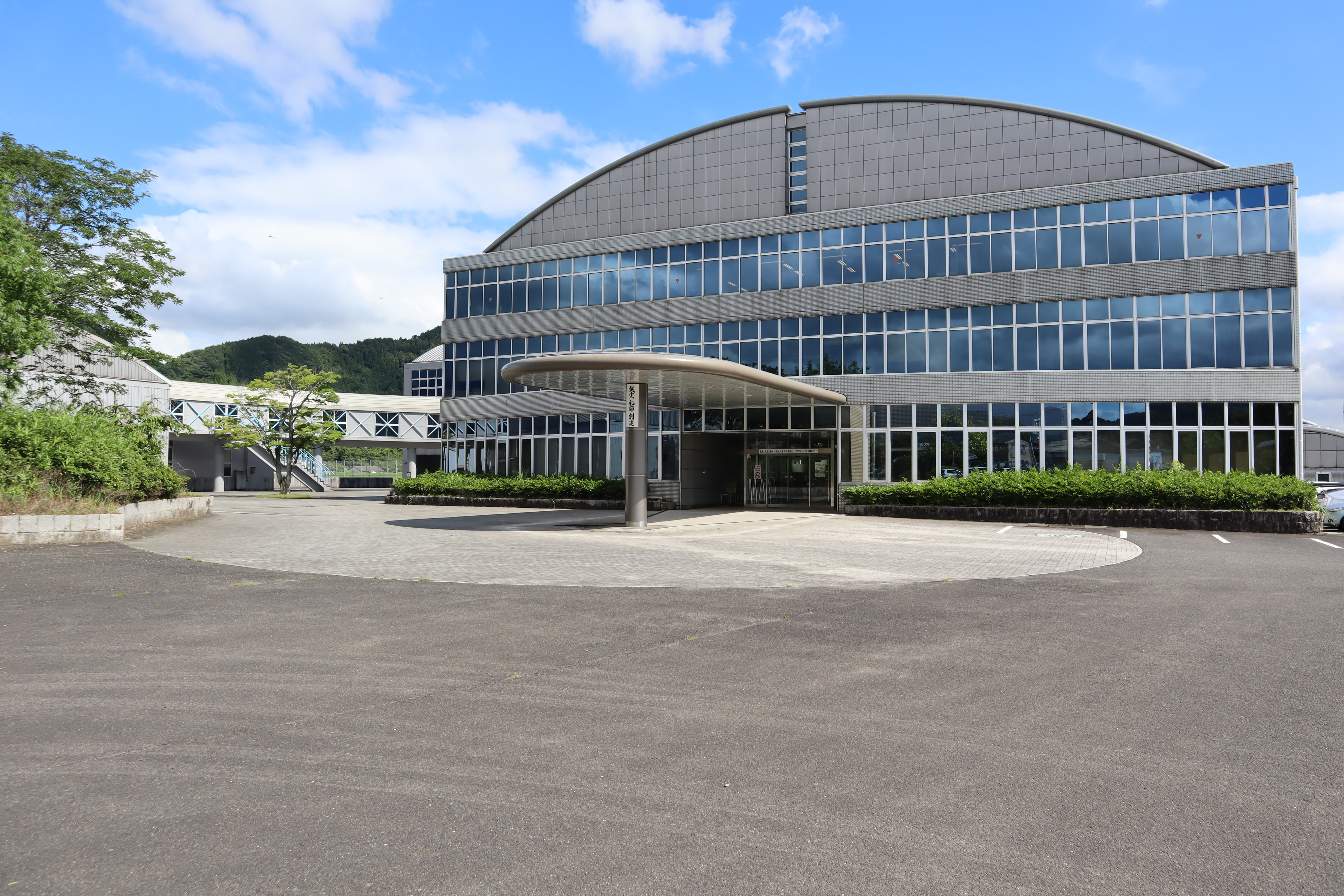
産業技術学院　外観

## 普通課程の訓練科

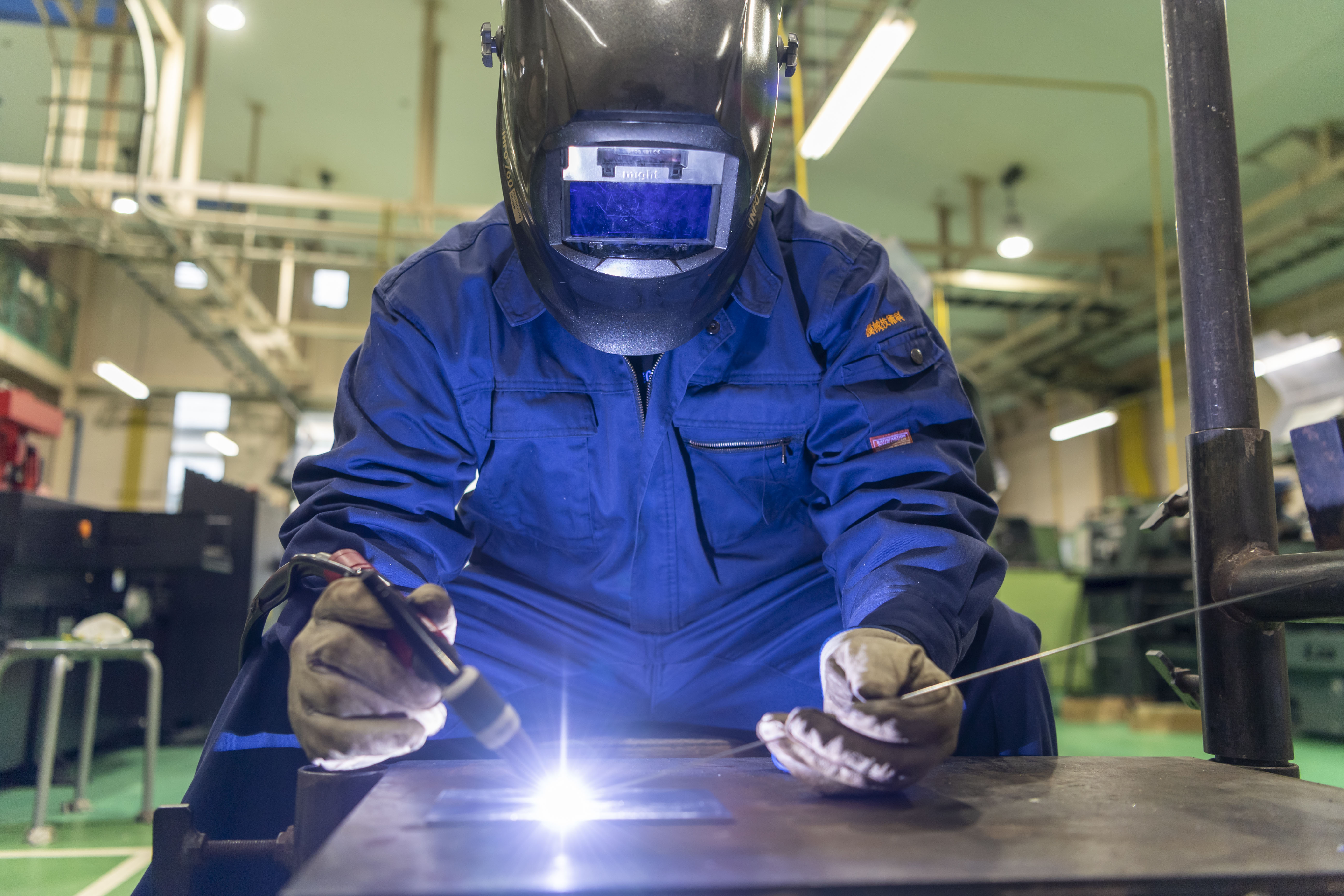
機械技術科　実習風景

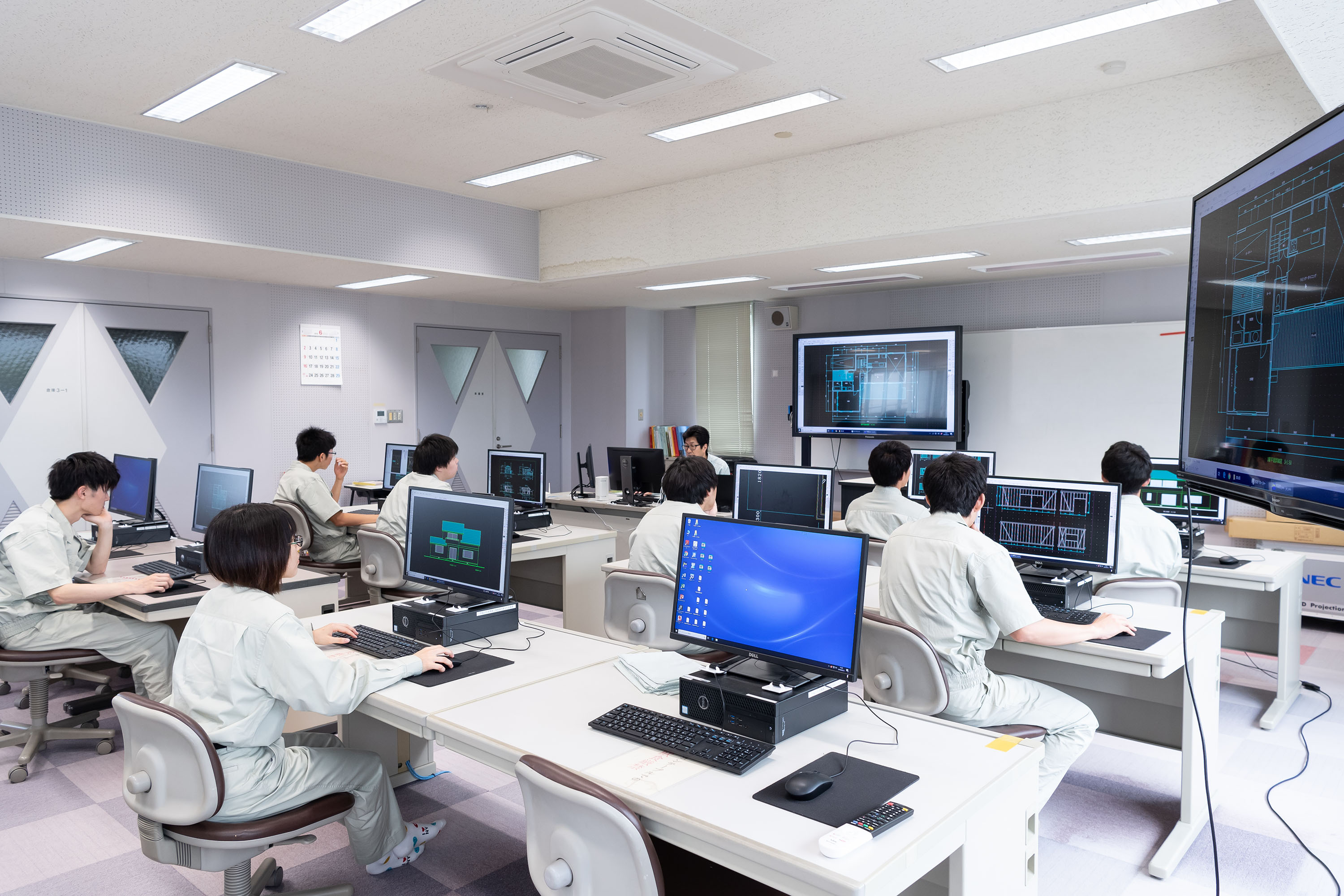
建築技術・設計科　CAD室

- 機械技術科（2年制）
- 電気システム科（2年制）
- 自動車工学科（2年制）
- 建築技術・設計科（2年制）
- 木工芸デザイン科（2年制）

## 沿革
- 1946年 佐賀建築補導所を佐賀市上多布施町に開設
- 1946年 唐津木工補導所を唐津市西唐津に開設
- 1958年 旧職業訓練法（昭和33年法律第133号）の施行に伴い改称。佐賀建築補導所を赤松職業訓練所、唐津木工補導所を唐津職業訓練所に
- 1960年 多久職業訓練所を多久市東多久町に開設
- 1969年 職業訓練法（昭和44年法律第64号）の制定に伴い、赤松職業訓練所を中央専修職業訓練校に、 唐津職業訓練所を唐津専修職業訓練校に、多久職業訓練所を多久専修職業訓練校に改称
- 1978年 高等訓練課程への移行に伴い、中央専修職業訓練校を中央高等職業訓練校に改称
- 1979年 高等訓練課程への移行に伴い、唐津専修職業訓練校を唐津高等職業訓練校に、多久専修職業訓練校を多久高等職業訓練校に改称
- 1985年 「県立高等職業訓練校再編整備検討委員会」を佐賀県商工労働部内に設置
- 1990年 建物の基本設計及び佐賀県土地開発公社による用地買収
- 1991年 県立高等職業訓練校再編整備計画策定
- 1992年 建物の基本設計及び佐賀県土地開発公社による用地買収
- 1993年 職業能力開発促進法の改正に伴い、中央高等職業訓練校を中央職業能力開発校に、唐津高等職業訓練校を北部職業能力開発校に、多久高等職業訓練校を多久職業能力開発校 に、改称
- 1997年  4月 佐賀県立産業技術学院 開設  （中央・北部・多久職業能力開発校を再編統合）(訓練科：電子制御システム科、自動車工学科、建築設計科、環境設備科、電気設備システム科、流通ビジネス科、総合建築科、金属加工科、住宅サービス科、福祉サービス科・・・計10科)
- 1998年 電子制御システム科を生産技術科に、電気設備システム科を電気科に、流通ビジネス科を商業ビジネス科に、住宅サービス科をインテリア工芸科 に科名改称
- 2005年  1月 知的障害者を対象とした職業訓練の事業に伴い、介護サービス科を開設
- 2007年  商業ビジネス科を廃止し、電気科及び環境設備科を電気・配管システム科(2年制)に統合。介護サービス科を総合実務科に改称
- 2009年  総合実務科を廃止
- 2011年 福祉サービス科を廃止し委託訓練に移行・集約
- 2012年 訓練科を普通課程・2年制に再編し佐賀県立産業技術学院管理規則の一部改正

## 免許・資格
- 職業訓練指導員免許
- 技能士
- 技能士補